# Truman Sports Complex
 (mai 2018).
Si vous disposez d'ouvrages ou d'articles de référence ou si vous connaissez des sites web de qualité traitant du thème abordé ici, merci de compléter l'article en donnant les références utiles à sa vérifiabilité et en les liant à la section « Notes et références ».

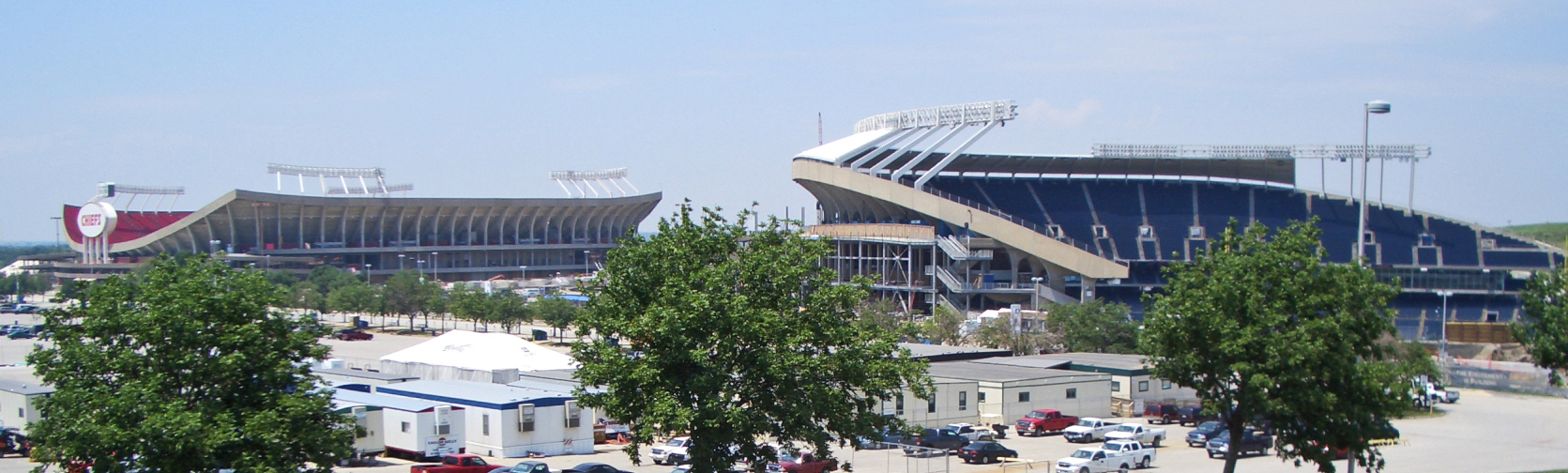
Truman Sports Complex

Le Harry S. Truman Sports Complex est un complexe sportif situé à Kansas City, dans le Missouri. Le complexe dispose d'un stade de football américain de 79 451 places, l'Arrowhead Stadium, construit en automne 1972, et un stade de baseball de 38 000 places, le Kauffman Stadium construit en 1973. Les deux stades sont entourés d'un parking pouvant contenir plus de 26 000 véhicules.
La conception a établi la réputation de la société d'architecture Kivett & Myers qui en 1975 a fusionné avec la société HNTB. Après cette fusion, la société a conçu le Giants Stadium, le RCA Dome, le INVESCO Field at Mile High, et le Ralph Wilson Stadium.

## Galerie

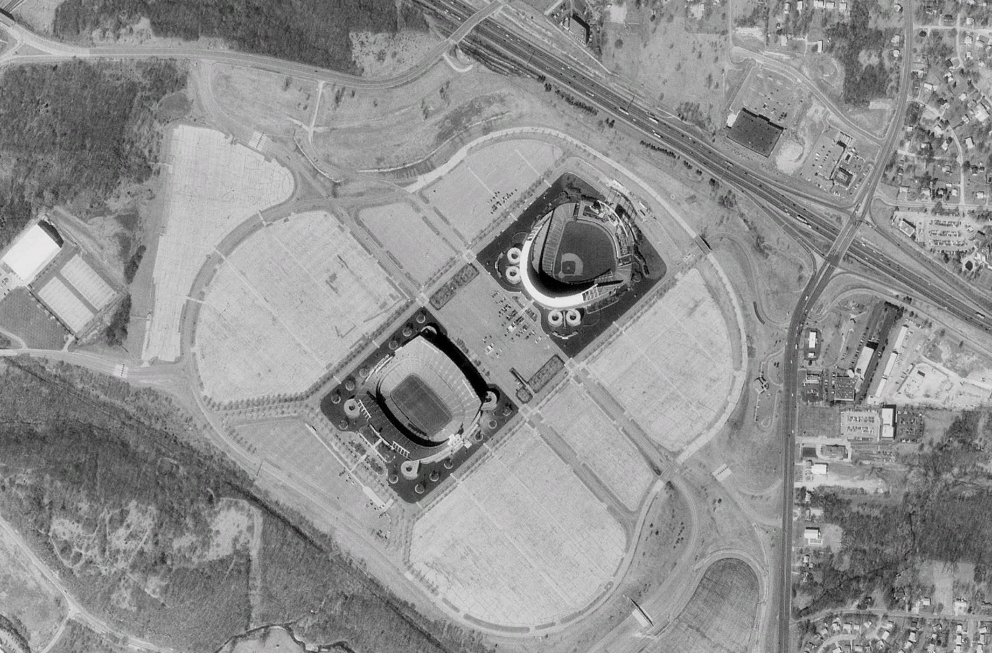
Image satellite